# Kim Seon-young
Kim Seon-young (* 23. Februar 1979) ist eine ehemalige südkoreanische Judoka. Sie gewann eine olympische Bronzemedaille im Schwergewicht.
Die 1,73 m große Kim Seon-young gewann bei den Asienmeisterschaften 1996 eine Bronzemedaille in der offenen Klasse. Drei Jahre später erreichte sie das Finale im Schwergewicht und unterlag der Chinesin Zhang Qingli. 2000 stand sie wie im Vorjahr im Schwergewichtsfinale der Asienmeisterschaften, diesmal verlor sie gegen die Chinesin Tong Wen. Bei den Olympischen Spielen 2000 in Sydney unterlag Kim Seon-young in ihrem ersten Kampf der Kubanerin Daima Beltrán nach 1:23 Minuten. Mit drei Siegen in der Hoffnungsrunde erreichte Kim den Kampf um die Bronzemedaille gegen die Deutsche Sandra Köppen und gewann durch Kampfrichterentscheid (yusei-gachi). 2001 kämpfte die Koreanerin noch erfolgreich bei einigen Weltcup-Turnieren, so wurde sie Dritte beim Super-Welt-Cup in Sevilla. Danach endete ihre internationale Karriere.